# 西藏卷叶蛛
西藏卷叶蛛（学名：Dictyna xizangensis）为卷叶蛛科卷叶蛛属的动物。在中国大陆，分布于西藏等地。该物种的模式产地在西藏。